# Distretto di Nanpiao
Il distretto di Nanpiao (南票区S, Nánpiào QūP) è un distretto della Cina, situato nella provincia di Liaoning e amministrato dalla prefettura di Huludao.